# Pileocyclina
Pileocyclina es un género de foraminífero bentónico considerado un sinónimo posterior de Orbitoclypeus de la familia Discocyclinidae, de la superfamilia Nummulitoidea, del suborden Rotaliina y del orden Rotaliida. Su especie tipo es Hymenocyclus nummuliticus. Su rango cronoestratigráfico abarcaba el Eoceno.

## Clasificación
Pileocyclina incluía a las siguientes especies:
- Pileocyclina andrusovi †
- Pileocyclina aspera †
- Pileocyclina chudeaui †
- Pileocyclina daguini †
- Pileocyclina decipiens †
- Pileocyclina disansa †
- Pileocyclina douvillei †
- Pileocyclina javana †
- Pileocyclina landzarica †
- Pileocyclina marthae †
- Pileocyclina nummulitica †
- Pileocyclina roberti †
- Pileocyclina roberti llarenai †
- Pileocyclina schagapica †
- Pileocyclina varias †